# Chiloquin
Chiloquin est une ville américaine située dans l'État de l'Oregon et dans le comté de Klamath.

## Démographie
Au recensement de 2010, sa population était de 734 habitants dont 281 ménages et 179 familles résidentes. La densité de population était de 345,6 hab/km2
La répartition ethnique était de 49,2 % d'amérindiens et 40,7 % d'Euro-Américains.
En 2000, le revenu moyen par habitant était de 9 604 dollars avec 31,2 % vivant sous le seuil de pauvreté.

## Source
- (en) Cet article est partiellement ou en totalité issu de l’article de Wikipédia en anglais intitulé « Chiloquin, Oregon » (voir la liste des auteurs).